# Hoge Tiendwegse Molen
De Hoge Tiendwegse Molen was een wipmolen in de Nederlandse gemeente Molenlanden, die samen met onder andere de Sluismolen een bemalingsfunctie had voor de polder Streefkerk met Kortenbroek. De molen was de zuidelijke bovenmolen van deze polder. De taak van de molen werd in 1952 overgenomen door een gemaal, waarna hij werd overgedragen aan de SIMAV, die de molen zou restaureren. De molen is op 1 februari 1962 verbrand en uitsluitend de fundering is bewaard gebleven.
In april 2010 is men begonnen met de herbouw van de fundering teneinde daar weer een molen op te kunnen plaatsen. Hierbij zal de ondertoren van de Quakernaakse Molen in Meerkerk worden gebruikt. Het rijksmonumentnummer van de Quakernaakse Molen verhuist dan mee. In juli 2011 is de ondertoren voor restauratie over water naar de molenmaker getransporteerd.